# ۱۶۰۶ (میلادی)
۱۶۰۶ (میلادی) هزار و ششصد  و ششمین سال تقویم میلادی است.

## رویدادها
لشکریان شاه عباس، حکمران سلسله صفوی در ایران، شهر گنجه را از نیروهای امپراتوری عثمانی پس گرفتند.

## زادگان
- توماس هربرت از نجیب‌زادگان و درباریان انگلیسی و چهانگرد

## درگذشتگان
- ۵ اکتبر – فیلیپ دسپورت، شاعر فرانسوی (ز. ۱۵۴۶)